# 한국파마
한국파마(Korea Pharma Co. Ltd.)는 대한민국의 기업이다. 본사는 경기 화성시 향남읍 제약공단3길 87에 위치해 있으며  대표이사는 박은희이다. 치매치료제 등을 연구개발한다

## 상장
2020년 8월 10일에 주관사를 미래에셋대우, SK증권으로 공모가 9,000원에 코스닥 시장에 상장하였다.

## 참고문헌
1. ↑  이경선, 한국파마 주가 신바람 났네... 외국인과 기관 적극 매수 가담은 별로, 핀포인트뉴스, 2023년 12월 20일
2. ↑  한국파마, “1회 주사로 한 달 지속” 치매치료제 임상 승인에 급등, 바이오타임즈, 2023.10.17